# 齋藤晃

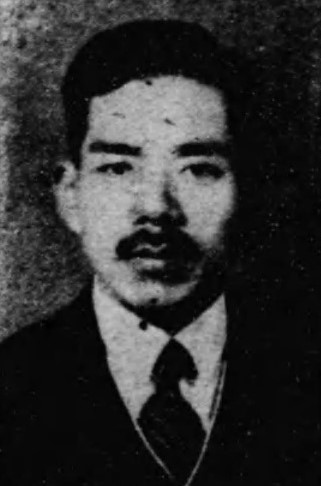
齋藤晃

齋藤 晃（さいとう あきら、1902年11月11日 - 1981年5月12日）は、日本の政治家。衆議院議員（1期）。右翼活動家。

## 来歴・人物
福島県出身。福島県立磐城中学校卒。1925年立憲養正会に入会。福島県の村議会議員を務めながら、立憲養正会福島県連支部長や同会復勢幹事長を歴任。1947年第23回衆議院議員総選挙に福島3区から出馬し初当選。片山哲首班指名では自分に一票を投じた。院内では第一議員倶楽部を組織し、衆議院厚生委員会委員や衆議院石炭鉱業特別委員会委員を務めたが、第24回衆議院議員総選挙では落選。その後も、福島県遺族会会長、日本遺族会厚生連盟委員長として、遺族の援護活動に尽力。立憲養正会顧問として自主憲法制定運動も展開した。
1981年、78歳で死去した。

## エピソード
戦前、護国の政治運動を展開するも、立憲養正会が新体制運動や大政翼賛会を批判していたことから、国体を無視する活動であるとして大政翼賛会や憲兵から弾圧を受けたという。